# 정선 정암사 수마노탑
정선 정암사 수마노탑은 대한민국 강원특별자치도 정선군 정삼사 뒤의 산비탈에 세워진 고려 시대에 만들어진 7층 모전석탑이다. 1964년 9월 4일 대한민국의 보물 제410호로 지정되었으며, 2020년 6월 25일 국보 제332호로 승격되었다.
수마노탑의 높이는 9m이다. 지대석은 모를 죽인 화강암재로 6단을 쌓아 마련하고, 탑신을 받치기 위한 1단의 받침을 모전석(模塼石)으로 만들고 그 위에 너비 1.78m, 높이1.03m인 사각형 옥신(屋身)을 모전석으로 15단을 쌓아 만들었다.
문화재청은 2020년 4월 17일, 4월 23일에 수마노탑의 국보 지정을 예고하고 예고 기간인 30일 동안 의견을 수렴한다고 발표하였다.

## 개요
정암사 적멸보궁 뒤의 산비탈에 세워진 7층의 모전석탑이다. 모전석탑이란 전탑을 모방한 탑으로, 돌을 벽돌 모양으로 깎아 쌓아올린 탑을 말한다.
화강암으로 6단의 기단(基壇)을 쌓고 탑신부를 받치기 위해 2단의 받침을 두었다. 탑신(塔身)은 회녹색을 띤 석회암으로 쌓았는데, 표면을 정교하게 잘 정돈하여 벽돌을 사용한 것처럼 보인다. 1층 몸돌의 남쪽면에는 감실(龕室:불상을 모시는 방)을 마련했으며, 1장의 돌을 세워 문을 만들고 그 가운데에는 철로 만든 문고리를 달았다. 지붕돌은 추녀 너비가 짧고 추녀끝에서 살짝 들려있으며, 풍경이 달려 있다. 지붕돌 밑면의 받침수는 1층이 7단이고, 1단씩 줄어들어 7층은 1단이며, 지붕돌 윗면도 1층이 9단, 1단씩 줄어들어 7층은 3단으로 되어있다. 꼭대기의 머리장식으로는 청동으로 만든 장식을 올렸다.
돌벽돌의 일반적인 크기로 보아 그리 거대한 편은 아니지만 형태가 세련되고 수법 또한 정교한 탑이다. 탑 앞에 돌이 하나 있는데, 여기에 새겨진 연꽃무늬, 안상(眼象) 등은 모두 고려시대의 특징을 나타내고 있다.
이 석탑은 파손이 심해서 1972년 해체·복원되었는데, 이 과정에서 탑을 세운 이유를 담은 탑지석(塔誌石) 5개와 금·은·동으로 만들어진 사리구가 발견되어 조선 후기에 이르기까지 여러 차례 보수되었음을 알 수 있다. 현재의 모습이 언제부터 전해진 것인지에 관해서는 여러 설이 있어서 확실하지 않지만, 정암사에 있는 여러 유물과 비교해 볼 때 고려시대에 처음 만들어졌을 것으로 짐작해 볼 수 있다.

## 현지 안내문
이 탑은 돌을 벽돌처럼 잘라서 쌓은 7층석탑이다. 기단부는 화강암을 평면이 점점 좁아지게 6단으로 쌓았고, 그 위에 돌 벽돌을 2단으로 쌓아 탑 몸체부를 받치고 있다.
탑 몸체부를 구성한 돌 벽돌은 회록색을 띠는 석회암인데, 수마노탑으로 불리어 왔다. 1층 몸돌의 남면 중앙에는 화강암으로 분틀을 마련하고 1매의 넓고 얄팍한 돌을 끼워 쇠문고리를 단 문짝을 만들었다. 지붕돌의 추녀 밑은 살짝 들려 있으며, 추녀 밑 모서리에슨 작은 종을 매달았다. 각 츧의 위·아래 지붕돌 받침수는 1층으로부터 위로 올라갈수록 줄어들고 있다. 상륜부는 청동으로 만들었으며, 거의 완전히 남아 있다.
이 탑에는 부처님의 진신사리를 모셨다고 하여 적멸보궁 안에 불상을 모시지 않는 대신, 산 중턱에 세워져서 예배의 대상이 되고 있다. 1972년 이 탑을 해체, 복원할 때 탑의 내부에서 사리 및 관련 기록이 발견되었다.
사적기에 신라 자장율사가 처음 세웠다고 하나, 고려시대에 세워진 것으로 추정되며, 조선시대에 와서 1700년(숙종26), 1788년(정조2), 1874년(고종11) 등 여러 차례에 걸쳐 보수하였다.

## 지질학적 연구
우경식(2012)은 수마노탑의 재질과 그 문화재적 가치를 평가하기 위해 현장조사와 실내조사를 수행하였다. 정암사 일대에는 고생대 전기의 퇴적암 지층 조선 누층군 중 대기층, 화절층, 두무골층, 막골층, 두위봉층이 분포하며, 수마노탑의 재질은 탄산염암 중 돌로마이트이다. 이들 지층 중
- 태백시 주변 대부분의 대기층은 유백색의 결정질 석회암이기 때문에 수마노탑의 재질이 아니다.
- 화절층은 주로 리본암과 평력석회암으로 구성되어 수마노탑의 제작에 사용되지 않았다.
- 두무골층은 주로 셰일과 석회암이 교호하고 있으며, 석회암의 경우 막골층 하부와 유사하나 석회암 자체가 수 미터 이내의 박층으로 나타나며 층리의 발달이 미약해 편평하게 암석을 절단하기 어려웠을 것이다. 또한 암석 내에 화석의 파편이 거의 발견되지 않아 두무골층의 석회암일 가능성은 매우 낮다.
- 수마노탑의 탄산염암 내에는 화석의 파편(bioclasts)이 거의 발견되지 않으므로 재질이 두위봉층일 가능성은 거의 없다. 하지만 일부 석회암이 괴상이기 때문에 일부 조각이 두위봉층으로부터 채취되었을 가능성을 완전히 배제할 수는 없다.

따라서 수마토탑을 이루고 있는 탄산염암은 색상, 퇴적구조, 암질 등을 모두 고려할 때 막골층의 암석일 가능성이 가장 높다.

## 같이 보기
- 정선 정암사 적멸보궁 - 강원도 문화재자료 제32호
- 조선 누층군 막골층

## 참고 자료
- 정선 정암사 수마노탑 - 국가유산청 국가유산포털